# Jordan Burroughs
Jordan Burroughs (n. 8 iulie 1988, Camden⁠(d), New Jersey, SUA) este un luptător ce a reprezentat Statele Unite ale Americii, medaliat olimpic. A participat la 2 ediții ale Jocurilor Olimpice (2012, 2016) în care a câștigat o medalie de aur.